# 목동맥고랑
목동맥고랑(carotid groove, carotid sulcus), 또는 경동맥구는 나비뼈 큰날개가 붙는 곳 위에 위치한 나비뼈의 해부학적 고랑이다. 고랑은 이탤릭체 f처럼 구부러진 모양을 하고 있으며 고랑의 안에는 속목동맥과 해면정맥굴이 들어 있다.

## 참고 문헌
이 문서는 현재 퍼블릭 도메인에 속하는 그레이 해부학 제20판(1918) page 148의 내용을 기초로 작성된 글이 포함되어 있습니다.
1. ↑  “Carotid groove”.